# Sitalces

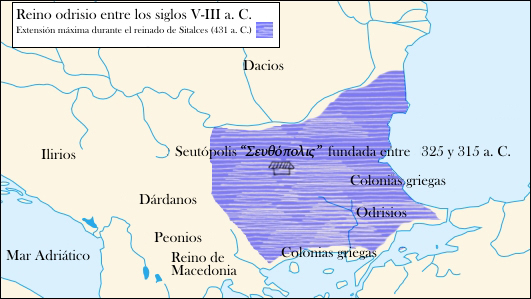
Máxima extensión del reino odrisio durante el reinado de Sitalces (431 a. C.).

Sitalces (griego Σιτάλκης) fue uno de los grandes reyes de los tracios odrisios que reinó del 431-424 a. C. Era el segundo hijo de Teres, y a la muerte de su padre en el 431 a. C. le sucedió en el trono.
Sitalces incrementó su reino con triunfales guerras, y pronto abarcó todo el territorio desde Abdera en el sur hasta la desembocadura del Danubio en el norte, y desde Bizancio en el este hasta las fuentes del Estrimón en el oeste.
Sitalces estuvo a punto de sostener una guerra con los escitas. Estos habían destronado a un rey suyo llamado Esciles, y Sitalces le admitió en su corte. Figurándose los escitas que quería auxiliarle para reconquistar el trono, invadieron Tracia; pero como Sitalces no había abrigado la idea que se le supuso al mostrarse hospitalario con su rey, se los entregó con la condición de que le devolvieran también ellos a su hermano Esparádoco, que expulsado de Tracia se había refugiado en su país.
Al comienzo de la guerra del Peloponeso entró en alianza con los atenienses por obra de Ninfodoro el abderita, hijo de Pites, que estaba casado con una hermana de Sitalces y considerado enemigo por los atenienses hasta entonces y fue nombrado próxeno de Atenas.
La intención de los atenienses era que Sitalces les ayudara contra los calcideos y botieos que se habían sublevado contra Atenas, y contra Potidea, asediada por los atenienses.
Ninfodoro obtuvo, a cambio, la ciudadanía ateniense para el hijo de Sitalces, Sádoco, quien en el verano del 428 a. C. demostró su amistad por Atenas, arrestando al corintio Aristeo, a los embajadores lacedemonios Anaristo, Nicolao y Pradomo, a Timágoras de Tegea y a Pólide de Argos, el cual representaba a un grupo de argivos partidarios de aliarse con Esparta, pese a que Argos permaneció neutral en la guerra del Peloponeso.
En el curso de su viaje a Persia para obtener ayuda financiera y militar, visitaron primero Tracia para persuadir a Sitalces a abandonar la alianza con los atenienses y que les ayudara a cruzar el Helesponto, para que Farnaces II, sátrapa de Dascilio e hijo de Farnabazo I les facilitara el viaje para entrevistarse con el rey persa. Estaban entonces con Sitalces los embajadores atenienses Learco, hijo de Calímaco y Aminíades, hijo de Filemón, quienes persuadieron a Sádoco y acompañaron a sus hombres a detenerles antes de que embarcaran en el Helesponto. Fueron enviados a Atenas, donde sin juicio y temiendo la fuga de Aristeo, responsable a ojos atenienses de todo lo ocurrido en Potidea, los mataron y arrojaron a un barranco; en represalia por haber los peloponesios, matado y lanzado a un barranco a los comerciantes de Atenas y aliados, capturados mientras costeaban el Peloponeso.

## Campaña militar
A comienzos del invierno del 429 a. C. Sitalces invadió a los calcideos de la costa tracia y a Macedonia (gobernada entonces por Pérdicas II), hijo del rey Alejandro I con un vasto ejército que incluía otras tribus tracias (como los díos) y tribus de Peonia como los agrianos y otras).
Pérdicas que había sido amigo y aliado de Atenas, al principio de la guerra del Peloponeso, se enemistó con los atenienses al concertar éstos una alianza con Filipo, su hermano, (cuyo reino en Macedónide estaba sometido a Pérdicas) y con Derdas, primo de Filipo y Pérdicas y rey de Elimia, un territorio semindependiente de Macedonia oriental, y que estaban coaligados contra Pérdicas.
Tras el primer acuerdo de Pérdicas y los atenienses, Filipo se había refugiado en la corte de Sitalces, quien se comprometió con Pérdicas a no restaurar en su reino a Filipo y a que le reconciliara con Atenas. Ante el incuplimiento de Pérdicas, Sitalces emprendió la expedición y llevó consigo a unos embajadores atenienses, al general Hagnón y a Amintas, hijo de Filipo, padre de Filipo II y abuelo de Alejandro Magno (Alejandro III). La presencia de Amintas III, quizá se debiera a que Filipo I ya había muerto. Sitalces tenía la intención de establecer a Amintas en el trono de Macedonia.
Movilizó primero a todos los tracios que estaban bajo su dominio desde los montes Hemo y Ródope hasta el mar, a los que vivían al sur del río Istros, a los tracios díos, a todos los pueblos de Peonia, como los agrianos y los leeos. Llegó a Cercina, montaña deshabitada entre el valle del río Axio y el del Estrimón, la cruzó y llegó con sus fuerzas expedicionarias de unos 150.000 hombres (50.000 eran de caballería, en la mayoría escuadrones odrisios y getas) a Dobero de Peonia. De allí descendieron contra la Baja Macedonia y se lanzaron contra el que fue dominio de Filipo, conquistando Idómena. Gortinia, Atalanta y otras poblaciones se les unieron por su amistad con Amintas. No lograron expugnar Europo. Avanzaron por el este de Pella y saquearon Migdonia, Crestonia y Antemunte. Los macedonios pidieron ayuda a sus aliados, los macedonios elimiotas y los peonios lincestas y lucharon mediante escaramuzas contra el ejército tracio. Los atenienses no se presentaron con sus naves ya que Sitalces había tardado dos años en prestarles ayuda y porque era invierno. Sitalces envió parte de su ejército contra los calcideos y botieos, devastando su territorio. Los pueblos situados al sur, los tesalios y magnesios, los tracios paneos, los odomantos los droos y los derseos, y otros pueblos griegos, temiendo una invasión, se aprestaron a su defensa.
Al no alcanzar ninguno de los objetivos que motivaron la invasión, Sitalces, persuadido por su sobrino Seutes, hijo de Esparádoco, a quien Pérdicas se atrajo al prometerle en secreto la mano de su hermana Estratonice y una dote, se vio obligado a una retirada ante la falta de provisiones y al frío invierno.
Casi al mismo tiempo de la batalla de Delio (424 a. C.), ocurrió la muerte de Sitalces, que había marchado en contra de los tribalios y había sido derrotado por ellos en batalla. Su sobrino Seutes, hijo de Esparádoco, le sucedió en el reino odrisio y el resto de los territorios tracios que formaban parte de los dominios de Sitalces.